# Ледон, Рамон
Рамо́н Ледо́н Гонса́лес (исп. Ramon Ledon González; 23 февраля 1965, Гавана) — кубинский боксёр лёгчайших весовых категорий, выступал за сборную Кубы в середине 1980-х годов. Чемпион соревнований «Дружба-84», призёр многих международных турниров и национальных первенств. В период 1995—1999 боксировал на профессиональном уровне, был претендентом на титул чемпиона мира по версии МБФ.

## Биография
Рамон Ледон родился 23 февраля 1965 года в Гаване. Активно заниматься боксом начал в раннем детстве, в возрасте восемнадцати лет уже показывал достойные результаты и попадал в основной состав национальной сборной. Должен был представлять страну на летних Олимпийских играх 1984 года в Лос-Анджелесе, однако Куба бойкотировала эти соревнования, и вместо этого Ледон принял участие в турнире стран социалистического лагеря «Дружба-84», где завоевал золотую медаль. Тем не менее, конкуренция в команде была слишком высокой, в легчайшем весе Ледон часто проигрывал более удачливому Арнальдо Месе, поэтому через какое-то время вынужден был покинуть сборную.
В 1995 году Ледон переехал в США, где решил попробовать себя среди профессионалов. В декабре того же года состоялся его первый профессиональный бой, победа техническим нокаутом в первом раунде над американцем Дэррилом Хармоном. В течение трёх последующих лет состоялись ещё тринадцать поединков с его участием — лишь в одном случае была зафиксирована ничья (в результате непреднамеренного столкновения головами соперник получил тяжёлое рассечение над левым глазом и не мог продолжать бой).
Благодаря череде удачных выступлений Рамон Ледон поднялся довольно высоко в мировых рейтингах и получил шанс побороться за титул чемпиона мира во втором полулёгком весе по версии Международной боксёрской федерации (МБФ). Матч прошёл в октябре 1998 года, для действующего чемпиона Роберто Гарсии это была первая защита титула. Во втором раунде в результате жёсткого противостояния кубинцу удалось отправить соперника в нокдаун, однако в четвёртом раунде Гарсия перехватил инициативу и в середине пятого раунда нокаутировал Ледона. В мае 1999 года Ледон ещё один раз вышел на ринг, победил нокаутом малоизвестного бойца из Уганды, после чего принял решение завершить карьеру спортсмена. Всего в профессиональном боксе провёл 15 боёв, 13 окончил победой (в том числе 10 досрочно).